# Salara
Salara är en ort och kommun i provinsen Rovigo i regionen Veneto i Italien. Kommunen hade 1 117 invånare (2018).